# Patočkova vila
Patočkova vila je funkcionalistický dům, který byl v Brně postaven podle projektu architekta Jiřího Krohy v letech 1935–1936 jako součást kolonie Pod vodojemem. Nachází se v katastrálním území Stránice č. p. 279 (Masarykova čtvrť), Kaplanova ulice č. o. 11.

## Historie a popis
Vilu si nechal postavit obchodník s kůžemi Josef Patočka se svojí ženou Marií v nově vytvářené vilové kolonii Pod vodojemem na vrcholu Žlutého kopce, jejíž urbanistické rozvržení navrhl architekt Jindřich Kumpošt. Samotný dům ve funkcionalistickém stylu je jedinou zrealizovanou stavbou architekta Jiřího Krohy ve 30. letech 20. století.
Patočkova vila se nachází na jihozápadním svahu Žlutého kopce poblíž Biskupského gymnázia. Budova s rovnou střechou je obklopena terasovitě se svažující zahradou s bazénem, do které je obráceno výrazné a otevřené zahradní průčelí. Průčelí do ulice je jednoduché, v severním rohu se nachází dvojitý vchod do domu. Dveře vlevo vedou přes malé zádveří do kanceláře stavebníka vily. Hlavní vchod je tvořen dveřmi v přímém směru do předsíně. Odtud vedou dveře na samostatné WC, do spodního podlaží, kde se nachází sklep, garáž, prádelna a sušárna, a do centrálního prostoru, který je v celé zbylé hloubce budovy tvořen prostorově propojenými a výškově (vždy po dvou schodech) odstupněnými místnostmi. První prostor slouží jako obývací pokoj se schodištěm do prvního patra, dveřmi do kanceláře stavebníka a dveřmi do kuchyně. Jako druhá se zde nalézá jídelna propojená s obývacím pokojem rovněž zimní zahradou v rizalitu. Na opačné straně se ve velkém rizalitu nachází kuchyně a spíž. Nejspodnější prostor tvoří společenská místnost prosvětlená francouzským oknem do zahrady. Schodiště v prvním patře ústí do galerie otevřené do obývacího pokoje pod ní. Odtud je přístupná šatna a hostinský pokoj směrem do ulice a ložnice rodičů, pokoj syna a koupelna s WC směrem do zahrady. Z ložnice rodičů je možné vyjít na rozsáhlý balkón.
Jiří Kroha v této realizaci neobvykle spojil princip průběžné haly od Le Corbusiera a prostorové kaskády Adolfa Loose. Budova je rovněž unikátní použitými materiály a technologickým řešením. Jedná se například o ocelové nosníky stropů v přízemí, které jsou obloženy dřevem, jež simuluje dřevěné trámy, ocelové sloupy s opaxitovými obklady sloužící jako svítidla či nízké chromované zábradlí v obývacím pokoji, které zároveň slouží jako radiátory.
Průčelí vily bylo 3. května 1958 zapsáno mezi kulturní památky.